# Židilovo
Židilovo es un pueblo ubicado en el municipio de Kriva Palanka, en Macedonia del Norte.

## Superficie
Posee una superficie de 16,50 kilómetros cuadrados.

## Demografía
Hasta 2021 la población era de 239 habitantes, con una densidad de población de 14,49 habitantes por kilómetro cuadrado.